# Chersodromia incana
Chersodromia incana is een vlieg uit de familie van de Hybotidae. De wetenschappelijke naam van de soort is voor het eerst geldig gepubliceerd in 1851 door Francis Walker.